# Erich Köhn (Architekt)

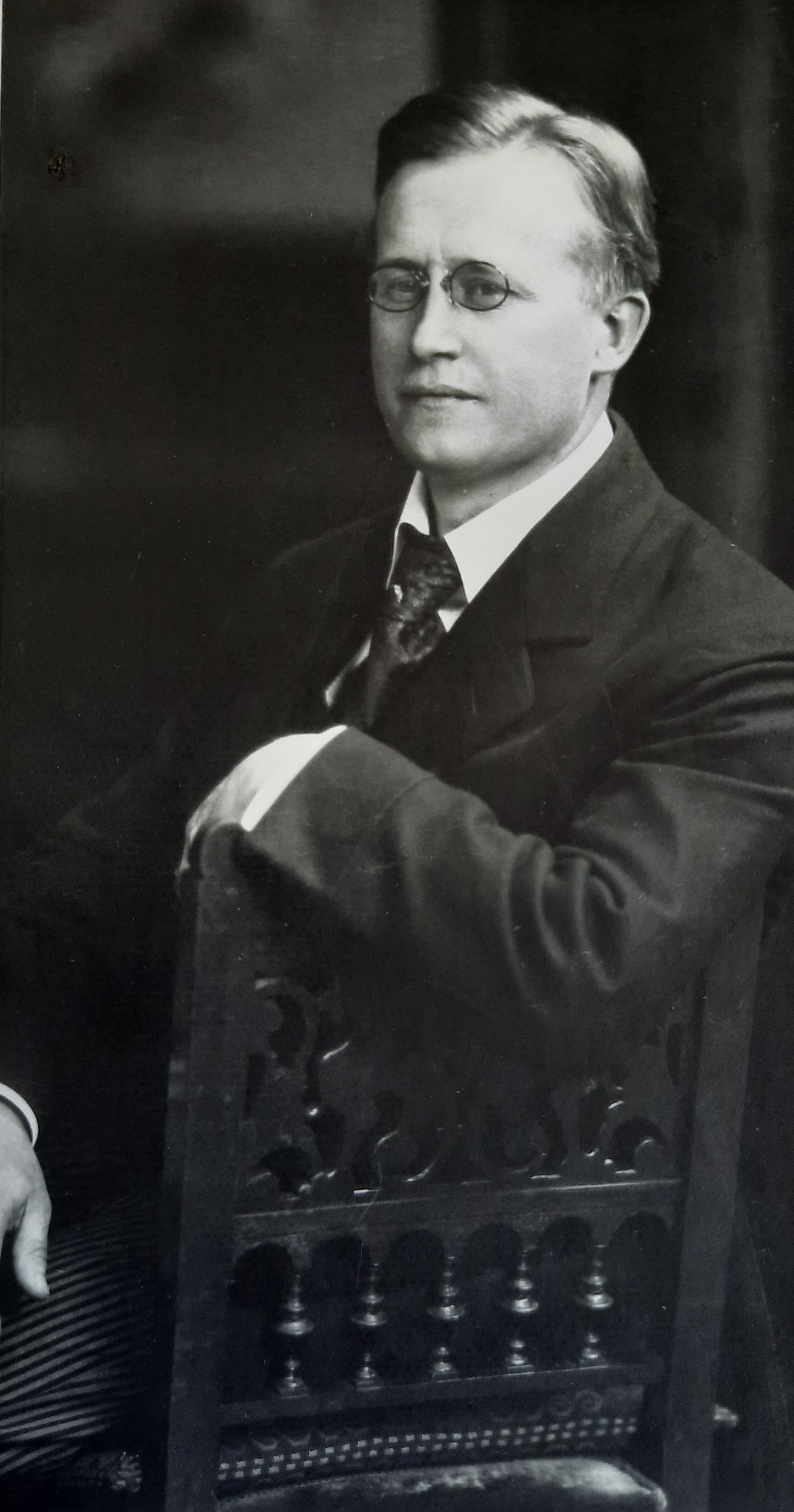
Erich Köhn

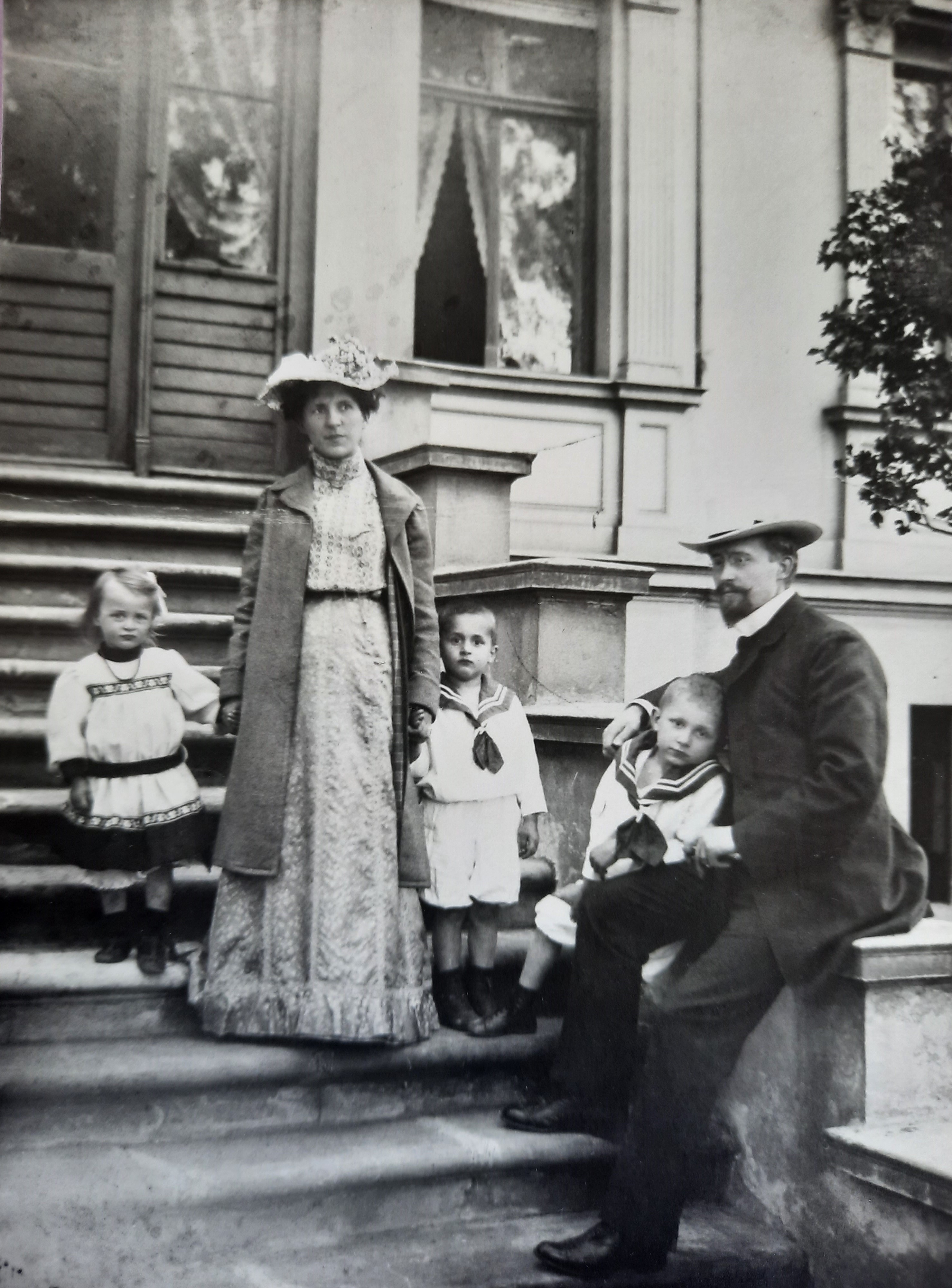
Foto der Familie Köhn, 1905

Erich Oswald Reinhold Köhn (* 1. Februar 1870 in Schlawe, Pommern; † 10. Juni 1945 in Berlin) war ein deutscher Architekt.

## Leben
Er wurde als Sohn des Eisenbahn-Telegrafisten Friedrich Köhn und dessen Ehefrau Louise geb. Vollbrecht geboren.
Köhn kam 1891 als gelernter Maurer und Bautechniker nach Berlin und war bis 1899 für die Königlichen Bauräte Havestadt & Contag, Atelier für Ingenieurbauten und Architektur tätig. In dieser Zeit war er bei der Ausführung der Neubauten des Wilmersdorfer Rathauses, der Feuerwache, der evangelischen Auenkirche (1897) nebst Konfirmandenhaus maßgeblich beteiligt, sowie für Entwurfsarbeiten, Bauleitung und Abrechnung mehrerer Wohn- und Geschäftsgebäude und Villen verantwortlich.
Danach arbeitete er als Baukontrolleur („Postbausekretär“) bei der Kaiserlichen Ober-Post-Direktion.
Am 1. September 1900 war er Mitbegründer des Beamten-Wohnungs-Vereins (BWV) zu Berlin, wurde in den Verwaltungsrat gewählt und leitete bis 1906 das technische Büro mit zwölf Architekten und Bauführern. In dieser Zeit errichtete Erich Köhn „nebenamtlich“ für den BWV insgesamt zehn Wohnanlagen (Prenzlauer Berg, Wilmersdorf, Mitte, Steglitz, Moabit, Charlottenburg, Friedrichshain, Dahlem, Neukölln) mit ca. 1800 Wohnungen. Alle Gebäude sind noch erhalten und stehen mittlerweile unter Denkmalschutz.
Erich Köhn gilt auch als Reformer der Mietwohnungen. Arbeiterfamilien sollten in hellen einzelnen Wohnungen mit eigener Küche mit Speisekammer und eigenem Bad mit Toilette wohnen. Er wollte von den ursprünglichen Mietshäusern mit ihren dunklen Hinterhöfen weg. So schuf er grüne, bepflanzte, zur Straße geöffnete Höfe, Balkone und Loggien. Selbst Erker, Türen, Fenster und Treppengeländer entwarf und zeichnete er selbst und so zeigen alle von ihm entworfenen Häuser mit dem favorisierten Krüppelwalmdach seine Handschrift. Bevor er mit der Bauplanung eines Gebäudes begann, ließ er einen Wünschelrutengänger das Gebiet ablaufen, um störende Wasseradern auszuschließen. Und er ließ jedes seiner Häuser segnen. Erich Köhn kündigte sein Dienstverhältnis zum 30. September 1906 beim BMV.
Am 23. Januar 1905 wurde Erich Köhn von der Kaiserin der Königliche Kronenorden vierter Klasse verliehen, u. a. für den Bau des „schwimmenden Schifferheims“, ein Kirchenboot für die Fluss- und Kanalschiffer (Einweihung am 13. November 1904 im Humboldthafen). 1906 wurde von Erich Köhn ein Schifferkinderheim entworfen und 1907 in Teltow (Oderstraße/Boberstraße) als erstes Schifferkinderheim in Deutschland eröffnet. Es wurde seinerzeit mit Spendenmitteln finanziert aber nie ganz – so wie ursprünglich von Erich Köhn geplant – fertiggestellt. Es wurde nach der Wende renoviert und dient heute als Jugendzentrum.
Ab 1906 war Erich Köhn als freischaffender Architekt tätig (u. a. Landhaus Hulda in Berlin-Schlachtensee, Mietshäuser Moosdorferstraße und Am Treptower Park, Landhaus Damm, Landhaus Bingerstraße).
1907 wurde er gerichtlich vereidigter Bausachverständiger beim Königlichen Landgericht II und vereidigter Bauschätzer für die Landfeuersozietät der Provinz Brandenburg und Kreistaxator im Kreise Teltow.
Um 1907 zog er mit seiner Frau Magdalena Clara Martha, geb. Befeldt (7. Februar 1869 – 4. September 1956) und seinen drei Kindern (Helmut, geb. 12. März 1897, Gerhardt, geb. 3. Januar 1899 und Hildegard, geb. 22. November 1900) in die Gertraudstraße 10, ein von ihm entworfenes Haus mit seinem Architekturbüro und mehreren Mietwohnungen.
Am 14. Juni 1920 ist Erich Köhn in den Bund Deutscher Architekten aufgenommen worden.
Am 10. Juni 1945 verstarb Erich Köhn in seiner Wohnung in Berlin-Zehlendorf. Als Todesursache wird Magenverhärtung und Herzmuskelschwäche genannt.
Nach seinem Tod wurden – auf seinen Wunsch hin – alle Pläne und Skizzen, die sich in seinem privaten Besitz befanden, verbrannt.
In Berlin stehen heute zahlreiche von Köhns Bauten unter Denkmalschutz.

## Bauten
| Gebäude | Bauzeit | Denkmalschutz | Bild |
| --- | ------- | ------------- | ---- |
| Beamtenwohnhaus & Pumpwerk Sophie-Charlotten-Straße 114 / Mollwitzstraße 1 in Berlin-Charlottenburg                                                                                           | 1889–90 | ja            |      |
| Wohnanlage des Beamten-Wohnungs-Vereins zu Berlin Wichertstraße 63–65, Greifenhagener Straße 23–25, Rodenbergstraße 18–22, Scherenbergstraße 25–27 in Berlin-Prenzlauer Berg (Lage)           | 1901–02 | ja            |      |
| Mietwohnanlage „Steglitz I“ des Beamten-Wohnungs-Vereins zu Berlin Klingsorstraße 22–34, Leydenallee 45, Lutherstraße 10–11, Vereinsweg 1–3 in Berlin-Steglitz (Lage)                         | 1901–04 | ja            |      |
| Mietwohnanlage „Wilmersdorf“ des Beamten-Wohnungs-Vereins zu Berlin Hildegardstraße 19–22, Koblenzer Straße 25–27, Weimarische Straße 1–3 in Berlin-Wilmersdorf (Lage)                        | 1902–03 | ja            |      |
| Wohnanlage Helenenhof des Beamten-Wohnungs-Vereins zu Berlin Helenenhof 1–8, Gryphiusstraße 1–8, Holteistraße 28–33, Simplonstraße 41–51, Sonntagstraße 17–22 in Berlin-Friedrichshain (Lage) | 1903–05 | ja            |      |
| Wohnanlage und Innenhöfe Torstraße 3–15 in Berlin-Prenzlauer Berg (Lage) | 1903–06 | ja            |      |
| 205 Wohnungen des Beamten-Wohnungs-Verein zu Berlin Wilhelm-Pieck-Straße 3–11 (ehemals Lothringerstrasse 3–11)                                                                                | 1903–06 | nein          |      |
| Vier Landhäuser „Dahlem I“ des Beamten-Wohnungs-Verein zu Berlin Altensteinstraße 52–56 / Reichensteinerweg in Berlin-Dahlem                                                                  | 1904    | nein          |      |
| 75 Wohnungen des Beamten-Wohnungs-Verein zu Berlin Stromstraße 22–23 / Perleberger Straße 40 in Berlin-Moabit                                                                                 | 1904    | nein          |      |
| Schwimmende Schifferheim, Humboldthafen in Berlin-Mitte | 1904    | nein          |      |
| Mietwohnanlage „Neukölln“ des Beamten-Wohnungs-Verein zu Berlin Boddinstraße 23–31, Hermannstraße 223, Mainzer Straße 25–26 in Berlin-Neukölln (Lage)                                         | 1904–06 | ja            |      |
| Landhausgruppe „Dahlem II“ des Beamten-Wohnungs-Vereins zu Berlin Ladenbergstraße 22–24, Rudeloffweg 4–16, Von-Laue-Straße 3–17 in Berlin-Dahlem (Lage)                                       | 1904–06 | ja            |      |
| Mietwohnanlage „Charlottenburg I“ des Beamten-Wohnungs-Vereins zu Berlin Fritschestraße 71–73, Kaiser-Friedrich-Straße 21–23, Zillestraße 97–103 in Berlin-Charlottenburg (Lage)              | 1904–06 | ja            |      |
| Landhaus Hulda in Schlachtensee, Waldemarstraße 43 | 1906    | ja            |      |
| Schifferkinderheim in Teltow, Oderstraße/Boderstraße | 1906–07 | ja            |      |
| Mietshäuser Moosdorfstraße 3–14, Am Treptower Park 24 in Berlin-Plänterwald (Lage) | 1908–10 | ja            |      |
| Landhaus Damm in Zehlendorf, Machnower Straße 79 | 1909    | nein          |      |
| Mietshaus in Zehlendorf, Gertraudstrasse 10 | 1910    | nein          |      |
| Wohnhaus Hohenzollernstraße 27 in Berlin-Zehlendorf (Lage) | 1909–11 | ja            |      |
| Landhaus Binger Straße 63 in Berlin-Wilmersdorf (Lage) | 1923–25 | ja            |      |

## Belege
1. 1 2  Geburts- und Sterbeurkunde von Erich Köhn
2. ↑  Standesamt Schöneberg I: Heiratsurkunde Köhn und Befeldt. Nr. 84, 1896.
3. ↑  Vorläufiger Beschäftigungsausweis der Firma Havestadt & Contag, vom 22. März 1892
4. 1 2 3  100 Jahre (1903–2003) Beamten-Wohnungs-Verein zu Berlin e. G. Hausgruppe Wilmersdorf
5. 1 2 3 4  Kurt Schmidt: Festschrift zum fünfzigjährigen Bestehen des Beamten-Wohnungs-Verein zu Berlin. Berlin 18. September 1950.
6. ↑  Urkunde zur Verleihung des Königliche Kronenorden
7. ↑  Königlicher Kronenorden
8. ↑  Broschüre zur Einweihung des schwimmenden Schifferheim in Berlin. Wilhelm Ernst & Sohn Verlag
9. ↑  Foto des schwimmenden Schifferheim in Berlin
10. 1 2 3 4 5 6  Sandra Stötzer Braunsch: Schifferkinderheim. In: Magisterarbeit, Institut für Kunstgeschichte Berlin
11. ↑  Verlag der Blätter für Architektur und Kunsthandwerk; G. m. b. H. (Hrsg.): Landesdenkmalamt Berlin. Berlin.
12. ↑  Ausweis zum vereidigten Bausachverständigen in Brandenburg
13. ↑  Sandra Stötzer-Braunsch: Erich Köhn und der genossenschaftliche Reformwohnungsbau in Berlin. Hrsg.: Magisterarbeit im Fach Geschichts- und Kulturwissenschaft der Freien Universität Berlin.
14. ↑  Bestallungsurkunde zum Kreis-Taxator des Kreises Teltow
15. ↑  Köhn. In: Berliner Adreßbuch, 1907, Teil 1, S. 1185.
16. ↑  Familienstammbuch der Familie Köhn
17. ↑  Mitgliedskarte zum Bund Deutscher Architekten
18. ↑  Standesamt Zehlendorf von Berlin: Sterbeurkunde Erich Köhn. Nr. 1682, 1945.
19. ↑  Berlin und seine Bauten. Teil IV: Wohnungsbau. Band B: Die Wohngebäude – Mehrfamilienhäuser. Verlag von Wilhelm Ernst & Sohn, Berlin 1974, ISBN 3-433-0066-4, S. 304–305.
20. ↑  Beamtenwohnhäuser des Beamten-Wohnungs-Vereins zu Berlin. In: Berliner Architekturwelt, 7. Jahrgang, Nr. 1 (April 1904), S. 15–16.
21. ↑  Berlin und seine Bauten. Teil IV: Wohnungsbau. Band B: Die Wohngebäude – Mehrfamilienhäuser. Verlag von Wilhelm Ernst & Sohn, Berlin 1974, ISBN 3-433-0066-4, S. 246–247.
22. ↑  Josef Paul Kleihues u. a. (Hrsg.): Bauen in Berlin 1900–2000. nicolai, Berlin 2000, ISBN 3-87584-013-5, S. 30.
23. ↑  Berlin und seine Bauten. Teil IV: Wohnungsbau. Band B: Die Wohngebäude – Mehrfamilienhäuser. Verlag von Wilhelm Ernst & Sohn, Berlin 1974, ISBN 3-433-0066-4, S. 342–343.
24. ↑  Mietwohnanlage Dahlem II – Denkmal des Monats Juli 2011 des Bezirks Steglitz-Zehlendorf (Memento vom 18. August 2013 im Internet Archive)
25. ↑  Berlin und seine Bauten. Teil IV: Wohnungsbau. Band B: Die Wohngebäude – Mehrfamilienhäuser. Verlag von Wilhelm Ernst & Sohn, Berlin 1974, ISBN 3-433-0066-4, S. 265–266.
26. ↑  Berlin und seine Bauten. Teil IV: Wohnungsbau. Band B: Die Wohngebäude – Mehrfamilienhäuser. Verlag von Wilhelm Ernst & Sohn, Berlin 1974, ISBN 3-433-0066-4, S. 209–211.

| Personendaten    | Personendaten               |
| ---------------- | --------------------------- |
| NAME             | Köhn, Erich                 |
| ALTERNATIVNAMEN  | Köhn, Erich Oswald Reinhold |
| KURZBESCHREIBUNG | deutscher Architekt         |
| GEBURTSDATUM     | 1. Februar 1870             |
| GEBURTSORT       | Schlawe, Pommern            |
| STERBEDATUM      | 10. Juni 1945               |
| STERBEORT        | Berlin-Zehlendorf           |